# Desiderio di donna
Desiderio di donna (All I Desire) è un film del 1953 diretto da Douglas Sirk.

## Trama
Naomi Murdoch, donna ancora giovane e bella, ha lasciato alcuni anni prima marito e tre figli per sottrarsi alla noia della vita in una piccola cittadina, per sottrarsi a un corteggiamento assiduo e pericoloso e per inseguire il successo come attrice, ma ha dovuto accontentarsi di recitare in teatri di provincia. Un giorno riceve una lettera da sua figlia minore, che la prega di assistere al suo debutto in uno spettacolino scolastico in cui reciterà la parte della protagonista. La donna accetta volentieri di presenziare allo spettacolo malgrado gli atteggiamenti contrastanti: l'ostilità della figlia maggiore, il dolore del marito che sente riaprirsi un'antica ferita, l'indifferenza del figlio più piccolo che la conosce appena. 
La recita riscuote un buon successo e i rapporti tra Naomi e suo marito si avviano verso una reciproca comprensione. La donna comincia a pensare di poter rimanere in famiglia, ma un giorno ricompare Dutch Heinemann, l'uomo che un tempo la corteggiava e per il quale era stata costretta a lasciare la città. Durante un colloquio con lui, Naomi lo prega di lasciarla finalmente in pace, ma Dutch resta accidentalmente ferito dal proprio fucile. Di fronte allo scandalo provocato dall'incidente, Naomi vorrebbe partire ma il marito, certo della sua onestà, la scongiura di rimanere: la famiglia può così ricomporsi.